# Amanda Milling
Amanda Milling, née le 12 mars 1975 à Burton upon Trent (Staffordshire), est une femme politique britannique, membre du Parti conservateur et députée de Cannock Chase de 2015 à 2024. 
De 2020 à 2021, elle est co-présidente de parti au côté de Ben Elliot et ministre sans portefeuille dans le second gouvernement de Boris Johnson.

## Biographie

### Jeunesse
Née le 12 mars 1975 à Burton upon Trent, dans les Midlands de l'Ouest, elle y vit jusqu'au début de sa carrière professionnelle. Elle fait ses études privées à la Moreton Hall School et étudie l'économie et les statistiques à l'University College de Londres, obtenant son diplôme en 1997. 

### Carrière politique

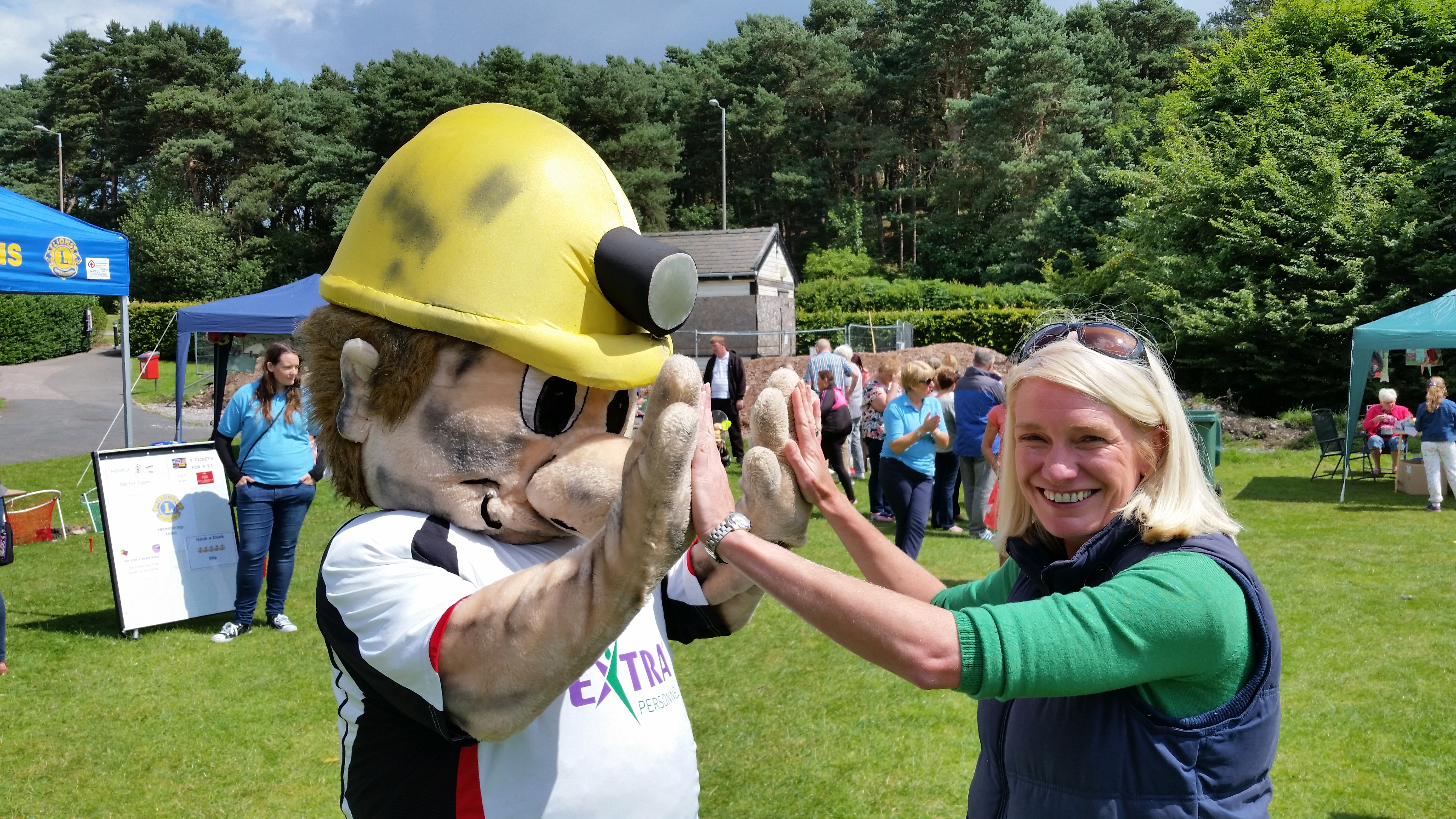
Amanda Milling avec la mascotte de Hednesford Town en 2015.

Milling est élue pour la première fois en tant que conseillère pour le quartier Helmshore du conseil d'arrondissement de Rossendale dans le Lancashire en 2009, devenant chef de groupe adjoint. Elle démissionne de son siège en 2014 après avoir été sélectionnée comme candidate conservatrice au mandat parlementaire de Cannock Chase. Le député conservateur en place, Aidan Burley, ne se représente pas aux élections après une série de controverses. Elle revient dans le Staffordshire et est élue avec une majorité accrue le 8 mai 2015. 
En mai 2016, il apparaît que Milling est l'un des nombreux députés conservateurs faisant l'objet d'une enquête par la police, pour dépassement des plafonds de dépenses électorales. Cependant, en mai 2017, le ministère public de la Couronne déclare que, même s'il existe des preuves de déclarations de dépenses inexactes, cela ne justifie pas d'engager des poursuites. Le parti est toutefois condamnée à 70 000 livres d'amende. Lors du 56e Parlement, elle siège au comité de consolidation (comité mixte), au comité de sélection des entreprises, de l'innovation et des compétences, au comité de contrôle des exportations d'armes et au sous-comité de l'éducation, des compétences et de l'économie jusqu'en octobre 2016, à la suite des changements ministériels. Dans le cadre de son travail au sein de ces comités, elle participe à certaines enquêtes parlementaires de grande envergure, notamment l'effondrement de British Home Stores (BHS) et les pratiques de travail à Sports Direct. 
À la suite des changements ministériels, elle siège au comité de stratégie commerciale, énergétique et industrielle. Elle siège également à plusieurs comités de projet de loi, sur la réforme de la protection sociale et le projet de loi sur la police et le crime jusqu'aux élections générales de 2017. Dans sa circonscription de Cannock Chase, Milling est active concernant les problèmes posés par la fermeture de la centrale électrique de Rugeley B et la réalisation du projet d'électrification de la Chase Line, ainsi que la surcharge sur la Chase Line. Elle soutient une grande variété de groupes locaux, d'organisations et d'organismes de bienfaisance locaux, notamment la Royal British Legion, les Rotary Clubs, les Lions Clubs et Soroptimists, la Newlife Foundation for Disabled Children et le Hibbs Lupus Trust. 
Elle est opposée au Brexit avant le référendum de 2016 bien qu'elle ne fasse pas campagne pour le « remain » lors du référendum. Depuis, elle soutient le retrait de l'Union européenne dans tous les votes parlementaires. Aux élections générales de 2017, elle est réélue avec une majorité accrue de 8 391 voix. Elle obtient 55 % des voix, contre 44,2 % en 2015. Elle est nommée whip adjointe du gouvernement lors du remaniement le 9 janvier 2018. Le 28 juillet 2019, elle est nommée whip en chef adjointe et treasurer of the Household dans le premier gouvernement de Boris Johnson.